# Kamen
Kamen település Németországban, azon belül Észak-Rajna-Vesztfália tartományban. Lakosainak száma 43 001 fő (2023. december 31.). Kamen Dortmund és Lünen községekkel határos.

## Népesség
A település népességének változása:
| Lakosok száma | 43 058 | 43 868 | 43 275 | 42 971 | 42 971 | 42 544 | 43 058 | 43 001 |
|               | 1975   | 2015   | 2017   | 2018   | 2019   | 2021   | 2022   | 2023   |